# Josephine Langford
Josephine Langford (Perth, 18 augustus 1997) is een Australisch actrice. Ze is bekend van haar rol als Tessa Young in de After-films en als Emma Cunningham in de Netflix-film Moxie.

## Biografie
Langford werd geboren in Perth in West-Australië en groeide op in de wijk Applecross. Ze is de jongste dochter van Stephen Langford, dokter en directeur medische diensten van Royal Flying Doctor Service westelijke operaties, en Elizabeth Green, een kinderarts. Haar oudere zus Katherine Langford is ook actrice en speelde onder andere de hoofdrol van Hannah Baker in de televisieserie van 13 Reasons Why.
Langford begon met acteren op dertienjarige leeftijd.  In 2022 begon ze met het volgen van acteerlessen aan de Perth Film School. Op veertienjarige leeftijd was Langford in meerdere korte films te zien. Haar bioscoopdebuut maakte Langford in de film Pulse. In 2017 was ze te zien in de supernatuurlijke horrorfilm Wish Upon naast Joey King. Haar televisiedebuut maakte Langford in de Australische televisieserie Wolf Creek.
Langford brak door bij het grote publiek met haar rol als Tessa Young in de film After, gebaseerd op de gelijknamige novel van Anna Todd. De film kwam uit in 2019 en leverde 69,7 miljoen Amerikaanse dollar wereldwijd op. Voor de rol van Tessa Young won Langford een Teen Choice Award. Deze rol speelde Langford nogmaals in het vervolg After We Collided. In 2019 speelde Langford in de horrorserie Into the Dark als Clair. Datzelfde jaar werd ze gecast als Emma Cunningham in de Netflix-film Moxie, gebaseerd op de gelijknamige novel van Jennifer Mathieu. In 2021 en 2022 speelde Langford in de derde en vierde After films, After We Fell en After Every Happy. In 2023 was Langford voor het laatst te zien als Tessa Young in de laatste film van de reeks, After Everything.

## Filmografie

### Films
| Jaar | Titel                        | Rol             |
| ---- | ---------------------------- | --------------- |
| 2017 | Wish Upon                    | Darcie Chapman  |
| 2019 | After                        | Tessa Young     |
| 2020 | After We Collided            | Tessa Young     |
| 2021 | Moxie                        | Emma Cunningham |
| 2021 | After we fell                | Tessa Young     |
| 2021 | The Great Gatsby: Live Read! | Jordan Baker    |
| 2022 | Gigi & Nate                  | Katy Gibson     |
| 2022 | After Ever Happy             | Tessa Young     |
| 2023 | After Everything             | Tessa Young     |
| 2023 | The Other Zoey               | Zoey Miller     |

### Televisie
| Jaar | Titel         | Rol                 | Extra   |
| ---- | ------------- | ------------------- | ------- |
| 2017 | Wolf Creek    | Emma Webber         | 2 afl.  |
| 2019 | Into the Dark | Clair Singer        | 1 afl.  |
| 2020 | Day by Day    | Lucy/Belle Williams | Stemrol |

## Prijzen en nominaties
| Jaar | Prijs              | Categorie                         | Film     | Uitslag  |
| ---- | ------------------ | --------------------------------- | -------- | -------- |
| 2019 | Teen Choice Awards | Beste actrice in een film – drama | After    | Gewonnen |
| 2021 | Just Jared Awards  | Favoriete actrice van 2021        | Zichzelf | Gewonnen |
| 2022 | Just Jared Awards  | Favoriete jonge actrice van 2022  | Zichzelf | Gewonnen |